# Telegraaf- en Telefoonwet 1904 (Nederland)
De Telegraaf- en Telefoonwet 1904 regelde tussen 1 maart 1904 en 1 januari 1989 de telecommunicatie in Nederland. De wet werd ingevoerd door minister van Waterstaat, Handel en Nijverheid J.C. de Marez Oyens en kwam in plaats van de Telegraafwet uit 1852. In 1989 werd de wet vervangen door de Wet op de telecommunicatievoorzieningen. Sinds 15 december 1998 is telecommunicatie geregeld in de Telecommunicatiewet.

## Ontstaan
De komst van de telefoon aan het einde van de 19e eeuw maakte nieuwe regelgeving noodzakelijk. Aanvankelijk werd de telefoon gezien als een "klanktelegraaf" die onder de Telegraafwet viel. De overheid legde echter zelf geen telefoonnetten aan maar liet de regeling over aan gemeenten. De gemeente bepaalde wie het telefoonnet mocht aanleggen en stelde de voorwaarden vast. Als de gemeente besloten had wie het net mocht aanleggen werd de door de Telegraafwet vereiste concessie bij koninklijk besluit verleend.
In de praktijk leidde dit stelsel tot juridische problemen. De Telegraafwet kende een vergaande gedoogplicht voor grondeigenaren. Deze gedoogplicht hield in dat zij de aanleg van telegraafpalen en -lijnen op hun grondgebied moesten gedogen. Voor het telegraafnet leidde dit niet tot problemen omdat alleen de telegraafkantoren met elkaar verbonden hoefden te worden. Bij een telefoonnet moeten ook alle abonnees met de centrale verbonden worden. Dit maakt een veel uitgebreider dradennet noodzakelijk. Toepassing van de gedoogplicht zou een vergaande beperking van het eigendomsrecht zijn. Al in 1883 oordeelde de rechtbank van Amsterdam dat de gedoogplicht van de Telegraafwet niet van toepassing was op de telefoon.
Om aan de onzekerheid over de status van de telefoon een einde te maken diende de regering in 1884 een voorstel tot wijziging van de Telegraafwet in. Dit voorstel en enkele gewijzigde voorstellen haalden echter geen meerderheid in de Tweede Kamer. In 1886 diende de regering een ontwerp voor een afzonderlijke telefoonwet in. Ditmaal verschilden regering en Tweede Kamer van mening over de exploitatievorm van de telefonie. De voorgestelde gedoogplicht ging minder ver dan die van de Telegraafwet: eigenaren hoefden alleen het spannen van draden boven hun eigendommen te gedogen. Ook dit voorstel haalde geen meerderheid. Uiteindelijk bepaalde de Hoge Raad in twee arresten uit 1902 en 1903 dat de Telegraafwet niet van toepassing was op de telefoon.
Lokale telefonie werd dus als een gemeentelijke aangelegenheid gezien. De regeling van interlokale telefonie was echter onduidelijk. Al in 1883 experimenteerde de Nederlandsche Bell-Telephoon Maatschappij (NBTM), die het Amsterdamse telefoonnet exploiteerde, met een interlokale lijn tussen Amsterdam en Haarlem. Zij mocht deze lijn echter niet openstellen voor het publiek. Pas in 1888, toen het er naar uitzag dat er voorlopig geen wettelijke regeling voor de telefonie kwam, verleende de regering een concessie die het de NBTM toestond om de verbinding open te stellen voor het publiek. In de jaren die volgden verleende de regering concessies aan de NBTM voor meerdere interlokale lijnen. In 1897 ging de overheid over tot naasting van het interlokale net. Zij had die bevoegdheid op basis van de concessiebepalingen. Dit was niet de eerste exploitatie van telefoonlijnen door het Rijk. De internationale lijnen met België en Duitsland werden ook door het Rijk geëxploiteerd.
Ook gingen de gemeenten zelf telefoonnetten exploiteren. Amsterdam ging het telefoonnet in 1896, toen de NBTM-concessie afliep, zelf exploiteren. Ook andere steden gingen dit doen. Sommige gemeenten waar nog geen telefoonnet was besloten om zelf een telefoonnet aan te leggen.
In 1897 stelde minister Lely van Waterstaat een commissie (commissie Havelaar) in die de regering moest adviseren over het telefoonvraagstuk. In 1900 bracht deze commissie haar eindconclusie uit. De belangrijkste conclusie was dat het gehele telefoonnet door de staat geëxploiteerd moest worden. De regering nam dat advies echter niet over en koos in de Telegraaf- en Telefoonwet voor handhaving van de bestaande situatie: exploitatie van telegrafen en telefonen door anderen dan het rijk was slechts toegestaan krachtens een concessie. Het Tweede Kamerlid Tydeman diende een amendement in om alsnog tot staatsexploitatie te komen. Dit amendement werd echter verworpen. De gedoogplicht voor de aanleg van telegraaf- en telefoonlijnen ging minder ver dan die uit de Telegraafwet.

## Telegrafie en telefonie

### De regeling van telegrafie en telefonie
De hoofdregel van de wet staat in artikel 2. Anderen dan de Staat mogen alleen openbare telegrafen- en telefonen aanleggen en exploiteren krachtens een bij koninklijk besluit te verlenen concessie. De concessie wordt voor onbepaalde tijd verleend en kan door de Staat worden opgezegd met een opzegtermijn van een jaar. De Staat kan dan tot naasting overgaan. De krachtens de Telegraafwet verleende concessies blijven gehandhaafd totdat zij door nieuwe zijn vervangen (artikel 21). De krachtens deze oude concessies aangelegde werken werden geacht te zijn aangelegd volgens de bepalingen van de Telegraaf- en Telefoonwet. De juridische onzekerheid met betrekking tot voor 1 maart 1904 aangelegde telefoonnetten werd hiermee weggenomen.
Artikel 3 regelt de aanleg en het gebruik van niet voor het openbaar verkeer bestemde telegrafen en telefonen. Hiervoor is een machtiging vereist van de minister van Waterstaat indien de telegrafen en telefonen in, op of boven openbare gronden worden aangelegd of tegen betaling in gebruik worden gegeven.
Het begrip "telegrafen en telefonen" in de wet heeft niet alleen betrekking op de toestellen maar ook op het hele netwerk. Tenzij anders aangegeven verstaat de wet onder dit begrip alleen de openbare telegrafen en telefonen.
Nadere regels met betrekking tot het gebruik, de volgorde van telegrammen en gesprekken en de tarieven van door het Rijk geëxploiteerde telegrafen en telefonen werden volgens het eerste lid van artikel 16 bij algemene maatregel van bestuur vastgesteld. Sinds 1954 berustten deze regels op artikel 4 van de Aanwijzingswet PTT 1954. Vlak voordat de Telegraaf- en Telefoonwet werd ingetrokken waren op grond van dit artikel de volgende algemene maatregelen van bestuur van kracht: het Rijkstelefoonreglement 1929, het Telegraafbesluit 1976, het Telexbesluit 1957 en het Datanetbesluit 1982.

### De weg naar staatsexploitatie
Aanvankelijk veranderde er niet veel in de exploitatie van de telefoonnetten na het in werking treden van de Telegraaf- en Telefoonwet. Lokale netten werden door particuliere ondernemingen of gemeenten geëxploiteerd, het interlokale net en de internationale verbindingen door het Rijk. Vanaf 1906 ging de staat ook lokale netten aanleggen en exploiteren. Waar geen lokaal telefoonnet was konden onder bepaalde voorwaarden abonnees worden aangesloten op het dichtstbijzijnde rijkstelefoonkantoor.
De onder de Telegraafwet verleende concessies moesten door nieuwe worden vervangen. In deze nieuwe concessies moesten bepalingen met betrekking tot afschrijving en waardebepaling van het net worden opgenomen in verband met mogelijke naasting door het Rijk. In 1908 werd een commissie onder voorzitterschap van Lely ingesteld die dit moest regelen. De exploitanten en de commissie konden het echter niet eens worden. De regering ging daarom over tot naasting van de lokale netten. Eerst volgden de particuliere netten (vanaf 1912), daarna de gemeentelijke netten. In 1927 waren alle lokale netten, op die van Amsterdam, Rotterdam en Den Haag na, in handen van het Rijk. Het Rijk zag af van overname van de telefoonnetten van de drie grote steden omdat de vergoedingen die zij moest betalen te hoog waren. Bovendien was de technische staat van deze netten goed zodat naasting niet urgent was.
In 1940 voegde de Duitse bezetter de telefoonnetten van Amsterdam, Rotterdam en Den Haag alsnog bij de PTT. Daarmee behoorde gemeentelijke exploitatie tot het verleden en was de gehele telefoonexploitatie in handen van het Rijk gekomen. Na de bezetting is deze maatregel niet meer teruggedraaid. Hoewel de mogelijkheid van concessies in de wet bleef staan zijn er na 1945 geen nieuwe concessies meer verleend.

## Radiocommunicatie en omroep

### De eerste regeling
De enige verwijzing naar radiocommunicatie die in 1904 in de wet stond was het tweede lid van artikel 1. Dit lid luidde: "Deze wet is eveneens van toepassing op telegrafen en telefonen, waarbij de toestellen op de eindpunten niet onderling door draden of geleidingen zijn verbonden". Dit betekende dat ook voor de aanleg en exploitatie van openbare radiotelegrafen en -telefonen door anderen dan de Staat een concessie nodig was. Voor de niet-openbare telegrafen en telefonen lag het moeilijker. Zolang deze maar niet in, op of boven openbare gronden werden aangelegd of niet tegen betaling in gebruik werden gegeven was een machtiging volgens artikel 3 niet nodig. Voor radiotelegrafen en -telefonen was dit minder praktisch: radiogolven trekken zich immers niets van grenzen aan.
De oplossing die de regering vond was om de wet zo te interpreteren dat het tweede lid van artikel 1 alleen betrekking had op openbare radiotelegrafen en -telefonen. Dit gaf de mogelijkheid om de niet-openbare radiotelegrafen en -telefonen te regelen op basis van artikel 12 van de wet. Volgens dit artikel konden bij algemene maatregel van bestuur nadere regels worden gesteld met betrekking tot het aanleggen en gebruiken van elektrische geleidingen en inrichtingen. Dit ter voorkoming van storing en belemmering bij het gebruik van openbare telegrafen en telefonen. Deze algemene maatregel van bestuur was het koninklijk besluit van 6 maart 1905. Behalve voor bepaalde kabels in de buurt van telefoonlijnen was volgens dit besluit ook een vergunning van de minister van Waterstaat vereist voor "eenige electrische inrichting bestemd voor het niet openbaar telegrafisch en telefonisch verkeer door middel van toestellen, welke op de eindpunten niet onderling door draden of geleidingen zijn verbonden".
Ook ontvanginrichtingen vielen onder deze vergunningplicht. Vele luisteramateurs luisterden echter illegaal naar wat er aan seinen werd uitgezonden. In 1913 demonstreerde de bekende radiopionier Jan Corver aan minister Lely hoe met eenvoudige middelen radiosignalen ontvangen konden worden. In het voorjaar van 1914 besloot de minister daarom om aan luisteramateurs kosteloos de benodigde vergunning te verlenen. Bij koninklijk besluit van 11 juli 1914 werd het besluit van 6 maart 1905 zodanig gewijzigd dat voor de meeste ontvanginrichtingen geen vergunning meer nodig was. Alleen indien de antenne binnen 1500 meter van een rijkskuststation voor radiotelegrafie stond en hoger was dan 30 meter bleef een vergunning nodig. Vanwege de Eerste Wereldoorlog werd spoedig weer een luisterverbod ingesteld, dat in 1917 weer werd opgeheven.

### De wetswijziging van 1919
Om tot een betere regeling van de radiotelegrafen en -telefonen te komen werd de wet in 1919 gewijzigd. Het tweede lid van artikel 1 kwam te luiden: "Zoowel in dit als in de volgende artikelen zijn onder telegrafen en telefonen tevens begrepen radiotelegrafen en radiotelefonen". Artikel 3 werd zodanig aangepast dat voor de aanleg en het gebruik van niet-openbare radiotelegrafen en -telefonen altijd een machtiging nodig was. Ook als deze niet in, op of boven openbare gronden aangelegd werden en niet tegen betaling in gebruik werden gegeven. In een nieuw artikel 3bis werd bepaald dat het gebruik van radiotelegrafen en -telefonen aan boord van niet Nederlandse schepen die zich binnen de Nederlandse binnenwateren of territoriale wateren bevinden alleen was toegestaan met inachtneming van door de minister van Waterstaat vast te stellen regels. Deze regels mochten niet het vereiste van een concessie of machtiging inhouden als voor het betreffende schip een vergunning volgens het internationaal radiotelegraafverdrag was afgegeven. In 1938 werd deze regeling uitgebreid tot niet Nederlandse vliegtuigen.
Volgens de parlementaire geschiedenis vielen ontvanginrichtingen niet onder het begrip "radiotelegraaf en -telefoon". In 1921 werd het koninklijk besluit van 6 maart 1905 zodanig gewijzigd dat het aanwezig hebben en gebruiken hiervan alleen was toegestaan met inachtneming van door de minister van Waterstaat vast te stellen voorschriften.

### Regeling van de omroep
In het begin van de jaren 20 hadden een aantal fabrieken van radio-onderdelen en toestellen een machtiging om experimenten uit te voeren met zenders. Sommige van hen zonden ook radioprogramma's uit om de afzet van radio-ontvangers te vergroten. De eerste was H.H. Schotanus à Steringa Idzerda. Hij zond zijn eerste programma uit op 6 november 1919. De meeste van deze zenders waren rond 1925 weer uit de lucht.
De zender van de Nederlandsche Seintoestellen Fabriek (NSF) te Hilversum bleef echter bestaan. De NSF verhuurde ook zendtijd aan derden, waaronder de nu nog bestaande omroepverenigingen AVRO, KRO, NCRV, VARA en VPRO. In 1926 kregen KRO en NCRV een machtiging voor de aanleg van een tweede zender in Huizen. Al deze machtigingen werden verleend op grond van artikel 3 van de wet.
Halverwege de jaren 20 ontstond er discussie over het gewenste omroepbestel. Moest er een nationale omroep komen of moest het bestel bestaan uit meerdere verzuilde omroeporganisaties?
In 1928 kwam er een wijziging van de wet tot stand die de regeling van de omroep voor een groot deel overliet aan een algemene maatregel van bestuur. Het ging echter niet alleen over omroep maar over alle "radiotelegraaf- en radiotelefooninrichtingen niet bestemd voor het overbrengen van telegrammen of het voeren van gesprekken". Hieronder vielen bijvoorbeeld ook de zakelijke omroep, experimentele zenders (zowel van de industrie als van amateurs) en de ontvanginrichtingen. Belangrijk was dat de regels ook betrekking konden hebben op de inhoud van de uitzendingen en de controle hierop. Dit in het belang van de openbare orde, de goede zeden en de veiligheid van de Staat. Een machtiging tot het doen van uitzendingen moest verleend worden aan omroeporganisaties die voldoen aan bij algemene maatregel van bestuur te stellen regels. Bij het verlenen van een dergelijke machtiging moest de zendtijd naar billijkheid verdeeld worden. Verder werd er een adviesorgaan voor de regering inzake omroepaangelegenheden ingesteld: de radioraad.
De bedoelde algemene maatregel van bestuur kwam in 1930 tot stand als het Radioreglement 1930. Behalve de radio-omroep stonden er ook regels in met betrekking tot de zakelijke omroep, de draadomroep, experimentele zendinrichtingen en ontvanginrichtingen. Vlak daarna kondigde minister Reymer een nieuwe zendtijdverdeling af. De vier grote omroepverenigingen kregen ieder 20% van de zendtijd, 15% was voor een algemeen programma (bij toerbeurt te verzorgen door de omroepverenigingen) en 5% voor kleine omroeporganisaties waaronder de VPRO. Ook wisselden de omroepen ieder kwartaal tussen de zender van Hilversum en Huizen. Enkele weken na het Radioreglement 1930 kondigde de omroep het Radio-controle-reglement 1930. Hierin stonden regels m.b.t. de controle op de omroepuitzendingen. Deze controle kon zowel vooraf als achteraf plaatsvinden.
Voor de uitzendingen maakten de omroepen gebruik van twee zenders: de zender van de NSF in Hilversum die al sinds 1923 in bedrijf was en de lange-golf zender in Huizen van de N.V. Nederlandsche Draadlooze Omroep, een N.V. waarin KRO, NCRV en NSF deelnamen. De verzorging door deze zenders was echter niet optimaal. De regering vond dat de omroepen en de overheid moesten samenwerken bij de bouw van nieuwe zenders. Dit resulteerde in 1935 tot de oprichting van de N.V. Nederlandsche Omroep-zendermaatschappij (Nozema). Hierin nam de staat voor 60% deel en de vier grote omroeporganisaties voor 40%. De basis voor deze regeling was de Radio-Omroep-Zenderwet 1935. Deze wet verleende aan de Nozema het monopolie m.b.t. de aanleg en exploitatie van omroepzenders ten behoeve van de "Nederlandschen radio-omroep". Voor het doen van uitzendingen moesten de omroepen echter nog steeds een machtiging op grond van het Radioreglement 1930 hebben.
Tijdens de bezetting mochten de omroepverenigingen aanvankelijk gewoon blijven uitzenden, al kwamen ze wel onder censuur van de bezetter te staan. Op 9 maart 1941 werden de uitzendingen echter overgenomen door de Nederlandsche Omroep, een gelijkgeschakelde nationaalsocialistische omroep. Op grond van een verordening van rijkscommissaris Seyss-Inquart van 19 december 1940 waren de zenders van Nozema al overgegaan naar de PTT (net als de radiocentrales). Deze verordening voerde tevens het luistergeld in.
Op 17 september 1944 kondigde de Nederlandse regering in ballingschap vanuit Londen het Tijdelijk Telegraaf- Telefoon- en Radiobesluit af. Dit had tot gevolg dat de omroep in de bevrijde gebieden in handen kwam van het militair gezag. Omdat medewerkers van het Philips Natuurkundig Laboratorium in het geheim een middengolfzender gebouwd hadden, konden enkele weken na de bevrijding van Eindhoven deze uitzendingen al beginnen onder de naam Herrijzend Nederland. Op 5 mei 1945 werd Herrijzend Nederland verplaatst naar Hilversum. Het einde van het militair gezag betekende ook het einde van Herrijzend Nederland. De uitzendingen werden overgenomen door de stichting Radio Nederland in den Overgangstijd. Op grond van het Tijdelijk Telegraaf- Telefoon- en Radiobesluit had de minister van algemene zaken de bevoegdheid om regels vast te stellen m.b.t. de radio-omroep. In januari 1947 werden op grond hiervan twee ministeriële regelingen afgekondigd: de vooroorlogse omroepen konden hun uitzendingen m.i.v. 1 maart 1947 hervatten. Ze moesten wel samenwerken binnen de Nederlandse Radio Unie. In april van datzelfde jaar volgde een regeling voor de Wereldomroep.
Na de oorlog volgden ook televisie-uitzendingen. Op 2 oktober 1951 begonnen de Hilversumse omroepen met televisie-uitzendingen. In de Televisiebeschikking (die gebaseerd was op het Tijdelijk Telegraaf- Telefoon- en Radiobesluit) was vastgelegd dat voor het doen van televisie-uitzendingen een machtiging van de minister van Onderwijs, Kunsten en Wetenschappen nodig was. Deze machtiging werd verstrekt aan de Nederlandse Televisie Stichting (NTS). Hierin werkten de omroepen samen. De programma's werden verzorgd door omroepen. De experimentele periode werd in 1956 afgesloten met de invoering van het Televisiebesluit. Op grond van dit besluit kreeg de NTS een zendmachtiging voor het verzorgen van gezamenlijke programma's naast die van de omroeporganisaties. Het Televisiebesluit was een algemene maatregel van bestuur op grond van de Telegraaf- en Telefoonwet.
Vanaf het einde van de jaren 50 ontstond er discussie over de toekomst van het omroepbestel. Met name de vraag in hoeverre reclame en commerciële omroepen moesten worden toegestaan stond hierbij centraal. De kwestie leidde zelfs tot de val van het kabinet Marijnen in 1965. Het kabinet Cals zou de omroepkwestie oplossen. Zo werd er in beperkte mate reclame toegestaan. Deze werd verzorgd door een aparte organisatie (de STER) onafhankelijk van de omroepen. Verder werden nieuwe niet-commerciële omroeporganisaties toegestaan. De zendtijd, van zowel de oude als de nieuwe omroepen, werd afhankelijk van het ledental. Om dit te realiseren werd er een nieuwe wet voorbereid waarin de omroep geregeld werd. Hiermee werd de omroep losgekoppeld van de Telegraaf- en Telefoonwet. Om het nieuwe bestel eerder in te voeren werden op 1 december 1965 een drietal algemene maatregelen van bestuur van kracht: het Radiobesluit, het gewijzigde Televisiebesluit en het Besluit Instelling Reclameraad. Op 29 mei 1969 trad de Omroepwet in werking.

### Bestrijding van etherpiraterij
Etherpiraterij is al zo oud als de radiowetgeving. Al in 1929 werd binnen de PTT de Radiocontroledienst opgericht die zich onder andere ging bezighouden met het opsporen van illegale zenders. Om piraterij beter te kunnen bestrijden wordt in 1938 een wijziging van de Telegraaf- en Telefoonwet doorgevoerd. Voordat deze wijziging van kracht werd waren alle delicten in deze wet overtredingen. Vanaf nu werden alle delicten die betrekking hadden op zenders aangemerkt als misdrijven. Zo werden de aanleg en het gebruik van radiotelegrafen en -telefonen zonder de daartoe vereiste machtiging of concessie gestraft met een gevangenisstraf van maximaal zes maanden of een boete van ten hoogste 5000 gulden. Eenzelfde straf kon opgelegd worden voor het, zonder de daartoe vereiste machtiging, aanleggen, aanwezig hebben of gebruiken van een radio-elektrische zendinrichting die onder artikel 3ter viel (dus "niet bestemd voor het overbrengen van telegrammen of het voeren van gesprekken").
De uitzendingen van de commerciële omroep TV Noordzee vanaf het REM-eiland konden niet op grond van de Nederlandse wetgeving worden tegengehouden omdat deze uitzendingen plaatsvonden buiten de territoriale wateren. Om deze uitzendingen toch te stoppen werd de Wet Installaties Noordzee ingevoerd. Deze wet verklaarde de Nederlandse strafwet ook van toepassing op installaties die zich op het Nederlands deel van het continentaal plat bevinden. Bij algemene maatregel van bestuur konden ook andere wetten op deze installaties van toepassing verklaard worden. Een dergelijke algemene maatregel van bestuur moest binnen 3 maanden gevolgd worden door indiening van een wetsvoorstel ter vervanging van deze algemene maatregel van bestuur. De Telegraaf- en telefoonwet werd vrij snel na de totstandkoming van de Wet Installaties Noordzee van toepassing verklaard op installaties op het Nederlands deel van het continentaal plat. Dit gebeurde door middel van een algemene maatregel van bestuur. Vrijwel gelijktijdig werd een wetsontwerp tot wijziging van de Telegraaf- en Telefoonwet ingediend. Het duurde nog tot 1976 voordat deze wetswijziging inwerking trad.
Om de zeezenders zoals Radio Veronica te bestrijden volstond de Wet Installaties Noordzee niet: schepen zijn geen installaties. Als het schip een buitenlandse vlag had konden de uitzendingen niet op basis van de Nederlandse wetgeving worden verboden. Omdat meerdere Europese landen de zeezenders wilden bestrijden kwam er in het kader van Raad van Europa een verdrag tot stand: de Europese overeenkomst ter voorkoming van radio-omroep en televisie uitzendingen door stations buiten nationaal gebied (Verdrag van Straatsburg). In dit verdrag werden een aantal handelingen m.b.t. zeezenders verboden. Naast het uitzenden zelf werden een aantal vormen van medewerking aan dergelijke zenders strafbaar. Hieronder viel ook het vervaardigen van programma's of het geven van opdrachten tot het uitzenden of vervaardigen daarvan. Deze bepaling maakte het mogelijk om ook de adverteerders op zeezenders aan te pakken. Het Verdrag van Straatsburg verplichtte de deelnemende staten ook om al deze handelingen voor hun onderdanen strafbaar te stellen als deze feiten buiten nationaal gebied gepleegd werden. De verboden uit het Verdrag van Straatsburg werden in een nieuw artikel 3septies van de Telegraaf- en Telefoonwet opgenomen. Verder werd in artikel 20 de Nederlandse strafwet van toepassing verklaard op de Nederlander die zich buiten nationaal gebied schuldig maakte aan overtreding van artikel 3septies. Deze wijzigingen traden op 1 september 1974 in werking.
Een andere vorm van etherpiraterij betrof het gebruik van de 27 MHz-band. Voor "radiotelegrafen en -telefonen" (zoals 27 MHz-zenders) was het aanwezig hebben zonder machtiging niet strafbaar. Alleen het aanleggen en gebruiken zonder de daartoe vereiste machtiging waren strafbaar. Voor de zenders die onder de werking van artikel 3ter vielen (zoals omroepzenders en amateurzenders) was ook het aanwezig hebben zonder machtiging strafbaar. Door middel van een wetswijziging die op 1 juli 1975 in werking trad werd dit onderscheid opgeheven. Voortaan was een machtiging nog slechts vereist voor de aanleg en het gebruik van een zender. Dit gold zowel voor de radiotelegrafen en -telefonen in artikel 3 als de overige zendinrichtingen in artikel 3ter. In een nieuw artikel 3quater werd daarnaast het aanwezig hebben van zendapparatuur verboden indien men niet beschikt over een machtiging om deze apparatuur aan te leggen of te gebruiken. Dit verbod gold niet voor professionele vervoerders die zendinrichtingen vervoeren en degenen die zich bedrijfsmatig bezighouden met het vervaardigen, herstellen of verhandelen van zenders. Voorwaarde was wel dat zij zich moesten houden aan door de minister vast te stellen regels. Deze hielden onder meer in dat degene die zenders vervoert deze alleen in verpakte toestand aanwezig mag hebben. Verder mochten handelaren uitsluitend zenders verkopen aan de houders van een machtiging en werden ze verplicht om een register bij te houden met namen en adressen van degenen aan wie ze zenders geleverd hebben.

### De herziening van 1985
In de jaren 80 werd de radiowetgeving van de Telegraaf- en Telefoonwet herzien. De wijzigingswet verscheen in 1982 in het Staatsblad maar werd pas op 16 september 1985 van kracht. De belangrijkste wijziging was dat het onderscheid tussen radiotelegrafen en -telefonen (geregeld in artikel 3) en de "radiotelegraaf- en radiotelefooninrichtingen niet bestemd voor het overbrengen van telegrammen of het voeren van gesprekken" (geregeld in artikel 3ter) kwam te vervallen. Artikel 3 had voortaan alleen nog maar betrekking op niet voor het openbaar verkeer bestemde telegrafen en telefonen en andere telecommunicatie-inrichtingen, niet zijnde telegrafen, telefonen of draadomroepinrichtingen, die gebruikmaken van draden. Voor de aanleg en het gebruik hiervan bleef een machtiging vereist indien ze in, op of boven openbare gronden worden aangelegd of in betaling in gebruik gegeven worden. Het nieuwe artikel 3ter regelde voortaan de aanleg, het aanwezig hebben en het gebruik van alle radio-elektrische zendinrichtingen. Hiervoor was een machtiging van de minister van Verkeer en Waterstaat nodig. Bij algemene maatregel van bestuur konden zendinrichtingen worden aangewezen waarvoor niet de minister maar de directeur-generaal van de PTT de machtiging verstrekt. Ook konden bepaalde zendinrichtingen worden aangewezen waarvoor geen machtiging vereist is of konden in bepaalde gevallen vrijstellingen verleend worden. Verder werden een aantal onderwerpen genoemd die bij algemene maatregel van bestuur geregeld kunnen worden. Voor nader te omschrijven radio-elektrische ontvanginrichtingen kan een machtiging voor de aanleg, het aanwezig hebben en het gebruik worden vereist "met het oog op de bescherming van rechten van derden in het radioverkeer dan wel de nakoming van internationale overeenkomsten".
De in het nieuwe artikel 3ter bedoelde algemene maatregel van bestuur werd het het Besluit Radio-elektrische Inrichtingen. Dit besluit verving het Radioreglement 1930. Omdat voortaan ook voor het aanwezig hebben van een zendinrichting een machtiging vereist was, moesten ondernemers die zich met het vervaardigen, herstellen of verhandelen daarvan bezighielden, voortaan ook een machtiging hebben. Dit was de zogenaamde ondernemersmachtiging. Vervoerders werden vrijgesteld van het vereiste van een machtiging indien de zendinrichtingen verpakt waren.
In een nieuw artikel 4quater werd het verboden om zendinrichtingen af te leveren, te verhuren of op een andere wijze ter beschikking te stellen aan personen die niet in het bezit van de vereiste machtiging zijn.
Verder werden de maximale boetes voor delicten op grond van de Telegraaf- en Telefoonwet verhoogd. Deze bedragen waren sinds 1938 niet meer veranderd. Voor misdrijven werd de maximale boete verhoogd van 5000 naar 50.000 gulden. Voor overtredingen ging de maximale boete omhoog van 1000 gulden naar 25.000 gulden. Verder was het zonder machtiging aanleggen, aanwezig hebben of gebruiken van een zendinrichting voortaan een overtreding in plaats van een misdrijf als het een zendinrichting betrof waarvan de machtiging door de directeur-generaal van de PTT (namens de minister dan wel de staatssecretaris van Verkeer en Waterstaat) verleend moest worden. Dit was bijvoorbeeld het geval bij 27MC-bakkies (waarvoor toen nog een machtiging vereist was).

## Trivia
- Het feit dat de Telegraaf- en Telefoonwet 1904 bijna 85 jaar lang de wetgeving op het gebied van de telecommunicatie in Nederland is geweest heeft zijn sporen nagelaten. Er zijn nog steeds mensen die denken dat telecommunicatie in de Telegraaf- en Telefoonwet geregeld is. Een mooi voorbeeld hiervan is de oud-politicus Aad Kosto, tegenwoordig voorzitter van de Stichting Auteursbelangen, die op 19 mei 2008 een toespraak hield tijdens een openbare bijeenkomst bij Buma/Stemra. Hij zei oa: "De Auteurswet 1912 is zo vaak aangepast op grond van verdragen, Europese regelgeving of inzichten van de Nederlandse wetgever, meestal samenhangend met de opkomst van nieuwe media, dat men in de Tweede Kamer van mening was dat 1912 als wetsaanduiding moest worden geschrapt om niet het misverstand van achterhaald zijn te wekken. In het vervolg dus Auteurswet, en niet meer Auteurswet 1912! Het is mij niet bekend of dit ook consequenties heeft voor de Telegraaf- en Telefoonwet 1904, die door de talloze wijzigingen ook niet meer lijkt op zijn oorspronkelijke zelf"[1]
- Suriname kende tot 16 april 2007[2] een Telegraaf- en Telefoonwet 1945. Deze wet werd in 1945 afgekondigd als Telegraaf- en Telefoonverordening 1945. De tekst is voor het overgrote deel ontleend aan de Nederlandse Telegraaf- en Telefoonwet. Bij de Telegraaf- en Telefoonverordening 1909 van de Nederlandse Antillen en Aruba is dat veel minder het geval. Op de Nederlandse Antillen is deze verordening inmiddels vervangen door de Landsverordening op de Telecommunicatievoorzieningen. Op Aruba geldt ze nog steeds.